# Wiesmann Roadster MF4
De Wiesmann Roadster MF4 is een sportauto van de Duitse fabrikant Wiesmann.